# Coffrage

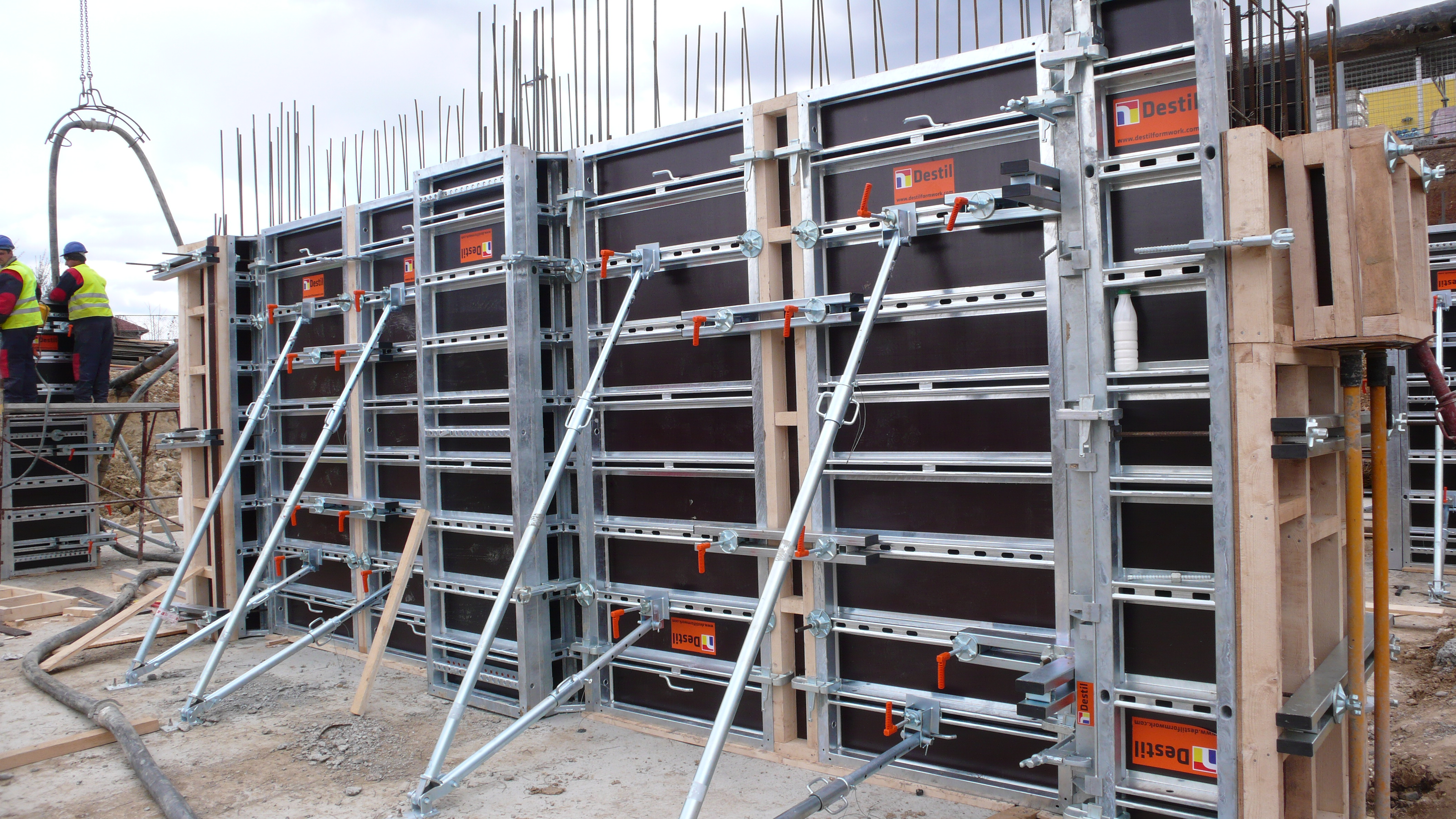
Coffrage Cadres.

Le coffrage est une enceinte provisoire, un moule, destinée à maintenir en place un matériau de construction le temps que celui-ci devienne autoportant, soit par prise, séchage (béton, pisé), soit par d'autres contraintes physiques (pierres, dans le cas d'une voûte). Le coffrage a pour but de réaliser des ouvrages aux formes définies par la surface interne du coffrage,. 

## Rôles du coffrage

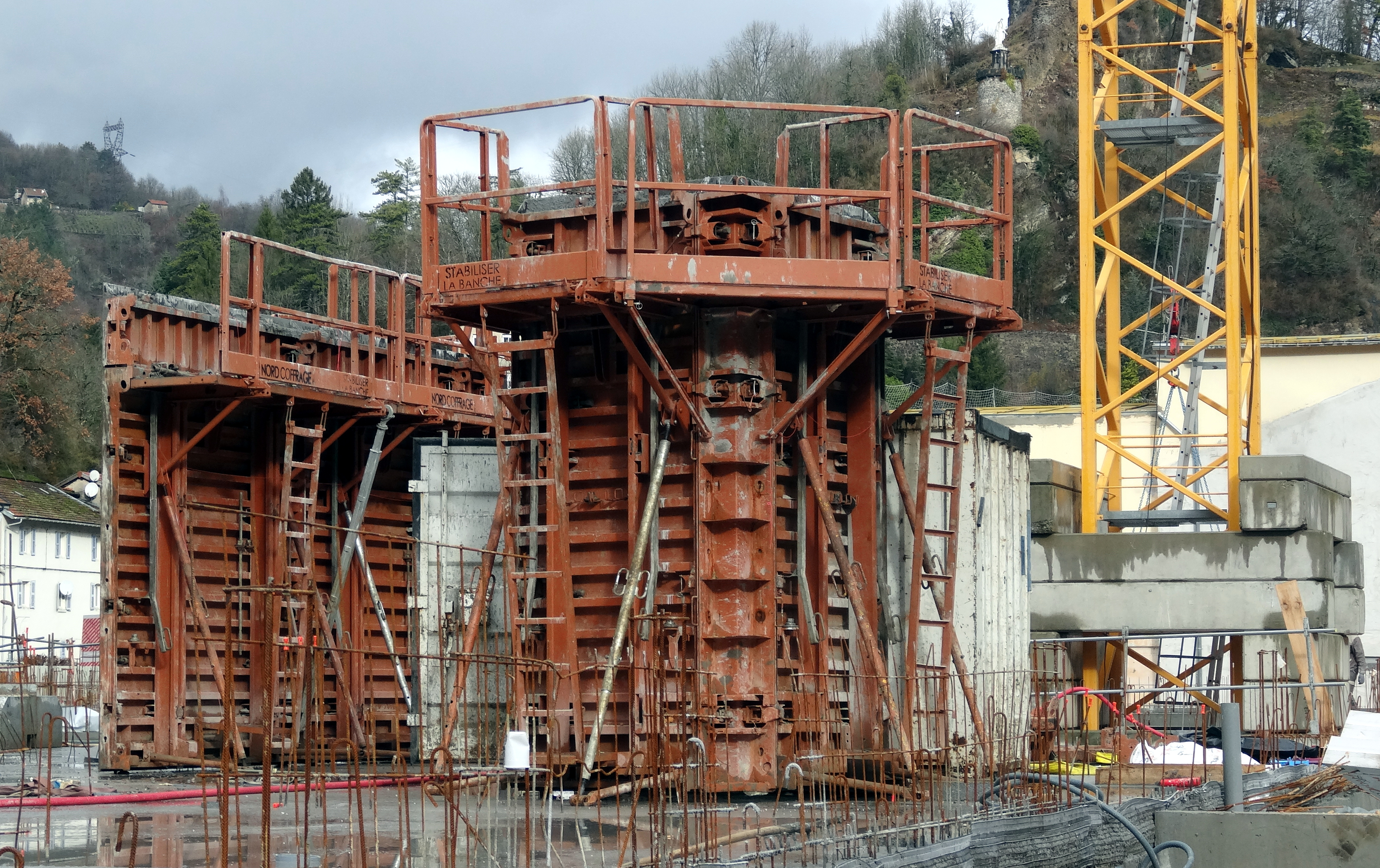
Coffrages d'angle pour couler des murs à angle droit.

Un coffrage est d'usage généralement temporaire, servant au maintien du matériau, depuis le moment de sa mise en œuvre jusqu'à sa prise, à lui donner la forme souhaitée et éventuellement à assurer son état final de surface.

## Choix du coffrage
Les éléments à prendre en compte pour le choix d'un type de coffrage sont, :
- L'économie : compromis pérennité/amortissement (Représente 40 à 60 % du prix du BA)
- L'adaptation aux formes prévues et la modularité
- La facilité de mise en œuvre et de réglage
- La disponibilité dans l'entreprise ou sur le marché de la location
- Le poids du coffrage, nécessitant ou non des moyens de levage
- La sécurité des salariés lors des phases de coffrage, de ferraillage et de bétonnage[6],[7],[8]
- Le parement à obtenir (béton brut, soigné, enduit, l'assuré, architectonique...)
- Les spécifications éventuelles du contrat
- Les possibilités de réutilisation (pérennité)
- Le taux de rotation

Les planches de pin de 18 ou 27 mm d'épaisseur et de 3 mètres ou plus de long fournissent un coffrage bon marché. Mais pour avoir une surface lisse sur le béton coffré, le contreplaqué est recommandé -avec des vis et non des clous pour le bois brut du pin.

## Lors du coffrage
Plusieurs points sont à contrôler lors du coffrage de béton afin d’assurer la qualité requise. Il faut que le béton soit mis en place dans des coffrages solides ayant les bonnes dimensions et les armatures installées correctement. L’équipement employé pour la mise en place du béton sert à empêcher que le béton se disperse lors de son séchage (cure).
C'est pour cette raison que l'on doit tout d’abord préparer un plan de coffrage, soit un document de référence préparé par des ingénieurs civils afin de déterminer le type d’ossature de l’ouvrage. Les ingénieurs doivent tenir compte de plusieurs points techniques lors d'un calcul de coffrage :
Pour les éléments plans :
- Poids propre des éléments constitutifs des coffrages
- Poids propre du béton

Pour les éléments verticaux :
- Pression du béton (attention : pression non hydrostatique, sauf dans le cas particulier du coffrage des colonnes)
- Vent

Autres :
- Stabilité : contraintes et en particulier le contreventement
- Les déformations dues à la poussée du béton (très important)
- Qualité des parements : réduction des flèches, bullage limité, étanchéité (peu de fuite de laitance)
- Réglage : horizontalité et verticalité
- Positionnement correct par rapport aux armatures métalliques (minimum de 2 cm),
- Sécurité Protection, passerelle de service, échelles, garde-corps

Le plan de coffrage est très important également afin d’assurer la sécurité des travailleurs de coffrage. Un mauvais calcul et le tout peut s’effondrer causant accidents et délais de production,.

## Équipements pour coffrage

### Bétonnière mobile
Consiste en un camion ou une remorque contenant plusieurs compartiments où sont entreposés les différents composants du béton (eau, granulats fins, gros granulats, ciment). Le tout permet de préparer le béton une fois sur le site de livraison et ainsi d’obtenir du béton de meilleure qualité.

### Coffrage en bois
Le coffrage en bois est utilisé en plus grande proportion dans le monde. Le coffrage peut être effectué en bois seulement s’il est constitué de panneaux de contreplaqué ayant des dimensions d’au moins 2 400 mm de longueur et de 600 mm de largeur. L’épaisseur minimale des panneaux est fixée à 15 mm en vue d’avoir des panneaux qui ne se déformeront pas. Un fait important à noter est que le bois ne peut être utilisé qu’une seule fois.

### Coffrage métallique
Le coffrage métallique est surtout utilisé dans le cas de travaux d’envergure et pour la construction de colonnes et de chevêtres. Il peut également être réutilisé ce qui permet de monter des structures plus rapidement.

## Coffrages à béton isolants
Idéal pour les sous-sols, cette nouvelle technologie permet des coffrages modulaires rigides au polystyrène. Après avoir coulé le béton, on laisse les coffrages de polystyrène en place, procurant une isolation thermique pleine hauteur. Cette Technologie améliore le confort et le rendement énergétique,.

## Ouvrages de grande hauteur
Pour la réalisation de constructions de grande hauteur (piles de pont, silos, cheminées, antennes, tours...), des techniques spécifiques peuvent être mise en œuvre, par exemple :
- les coffrages grimpants ;
- les coffrages auto-grimpants ;
- les coffrages semi-grimpants ;
- les coffrages glissants.

## Panneaux verticaux coffrants
Définition (norme NF-P-93-350) : « Les panneaux verticaux coffrants ou banche sont des coffrages outils qui, accouplés face à face, permettent de réaliser des murs.
Elles sont souvent insérées dans un train de banches au cours des cycles de construction, et peuvent être équipées de rehausses, de sous hausse et de rallonges. UN cycle est une série complète d'opérations et de situations se succédant dans un ordre déterminé, qui se renouvelle de façon identique. 
Elles constituent un poste de travail et doivent en tant qu'outil auto-assurer la sécurité des personnes. »
Épaisseur; les panneaux verticaux coffrants métalliques existent avec des joues métallique de 4 mm ou en 5 mm d'épais.